# Audi A6 C8
Der Audi A6 C8 (intern auch Typ 4A, in der FIN: F2) ist ein Pkw-Modell der oberen Mittelklasse von Audi, das zwischen 2018 und 2025 angeboten wurde. Produziert wurde der A6 im Audi-Werk in Neckarsulm.

## Modellgeschichte

### Allgemeines
Die Limousine wurde am 28. Februar 2018 offiziell vorgestellt. Formale Öffentlichkeitspremiere hatte das Fahrzeug auf dem 88. Genfer Auto-Salon im März 2018. Mitte April 2018 präsentierte Audi die Kombiversion Avant. Im Januar 2019 wurde in Guangzhou die Langversion A6L vorgestellt.
Der S6 wurde im April 2019 vorgestellt. Er wurde erstmals von einem Dieselmotor angetrieben.
Anfang Juni 2019 präsentierte Audi den neuen A6 allroad quattro auf Basis des Avant.
Im August 2019 wurde der RS6 Avant vorgestellt. Er hat einen V8-Mildhybrid-Antriebsstrang mit einer maximalen Leistung von 441 kW (600 PS). Wie das Vorgängermodell war der RS6 nicht als Limousine verfügbar. Erstmals wurde der RS6 auch in Nordamerika vermarktet. Im November 2022 debütierte der RS6 in der 463 kW (630 PS) starken Performance-Version und im Februar 2024 in der gleich starken GT-Version.
Für das Modelljahr 2024 präsentierte Audi im Mai 2023 eine überarbeitete Version.
Das Nachfolgemodell A6 C9 präsentierte Audi als Avant im März 2025 und als Limousine im April 2025.

### Modellübersicht

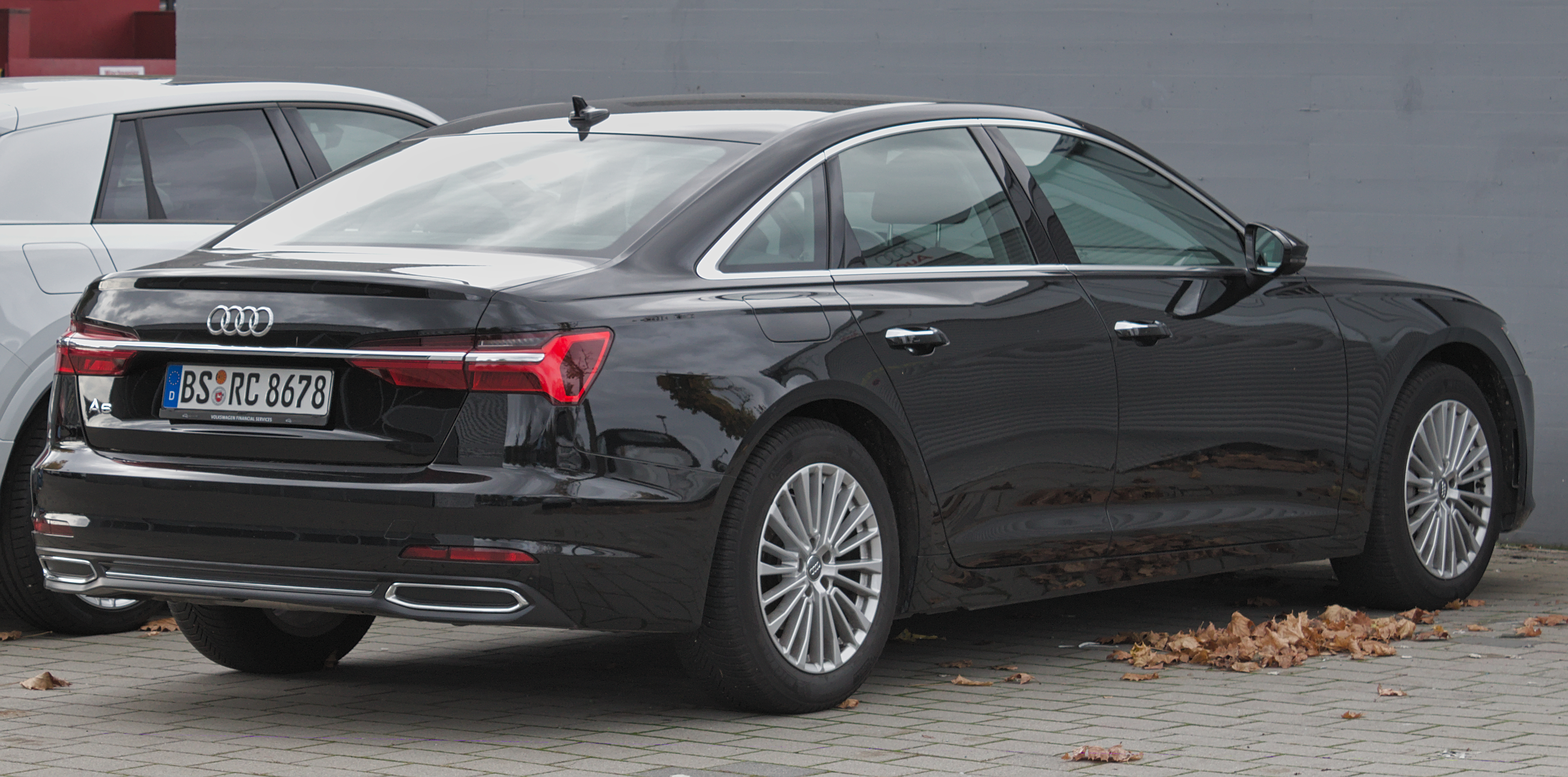
Heckansicht
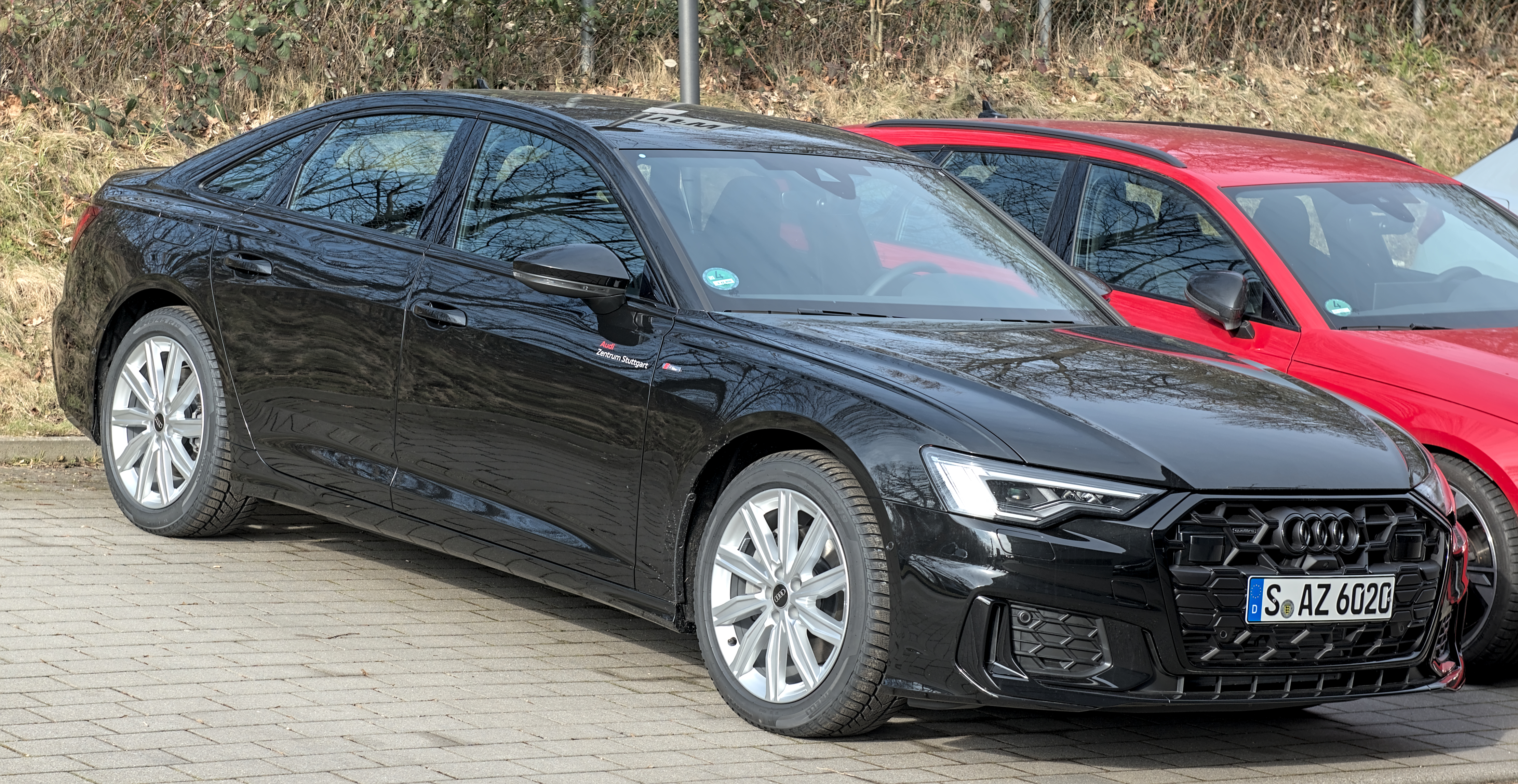
Audi A6 Limousine (2023–2025)
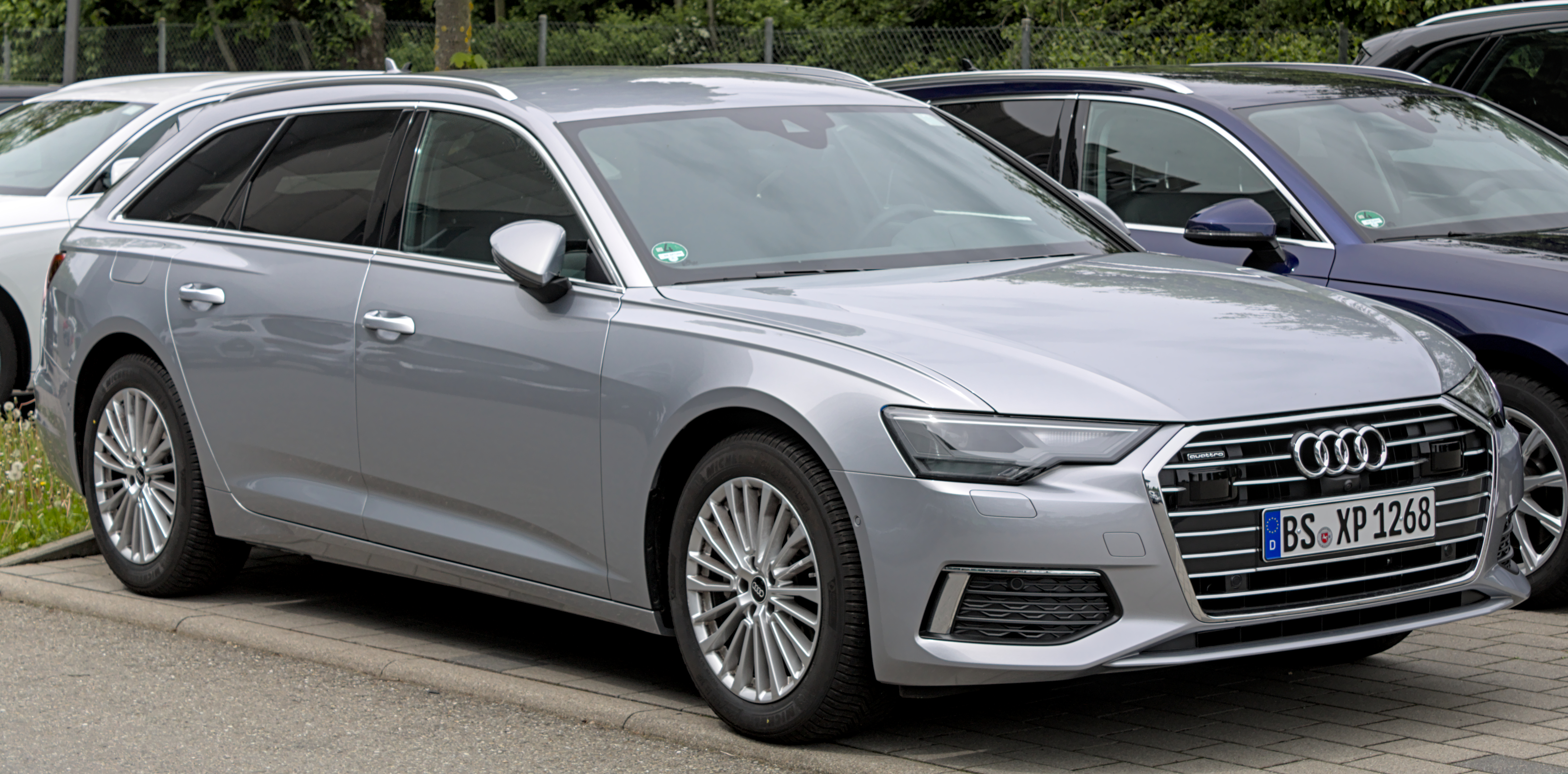
Audi A6 Avant (2018–2023)
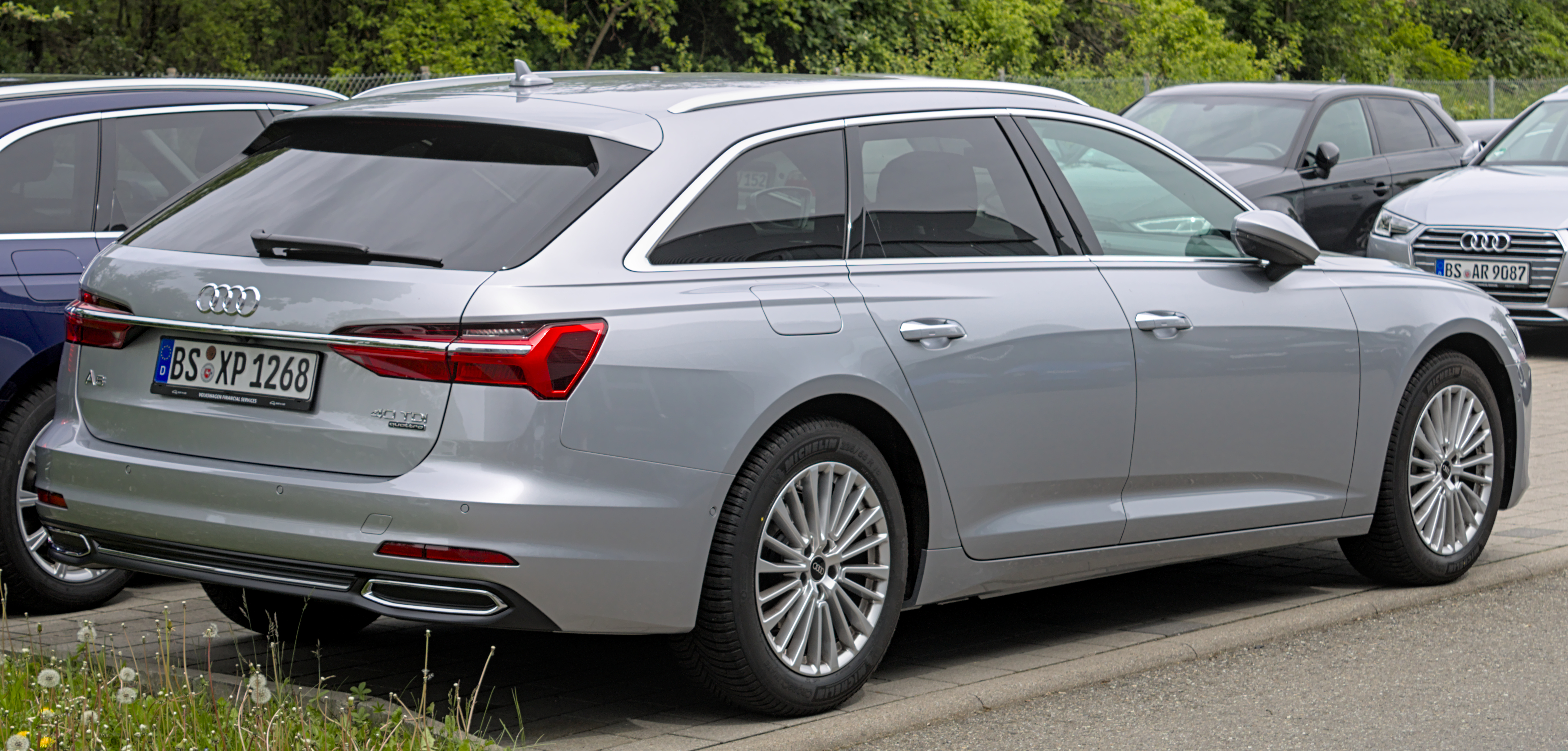
Heckansicht
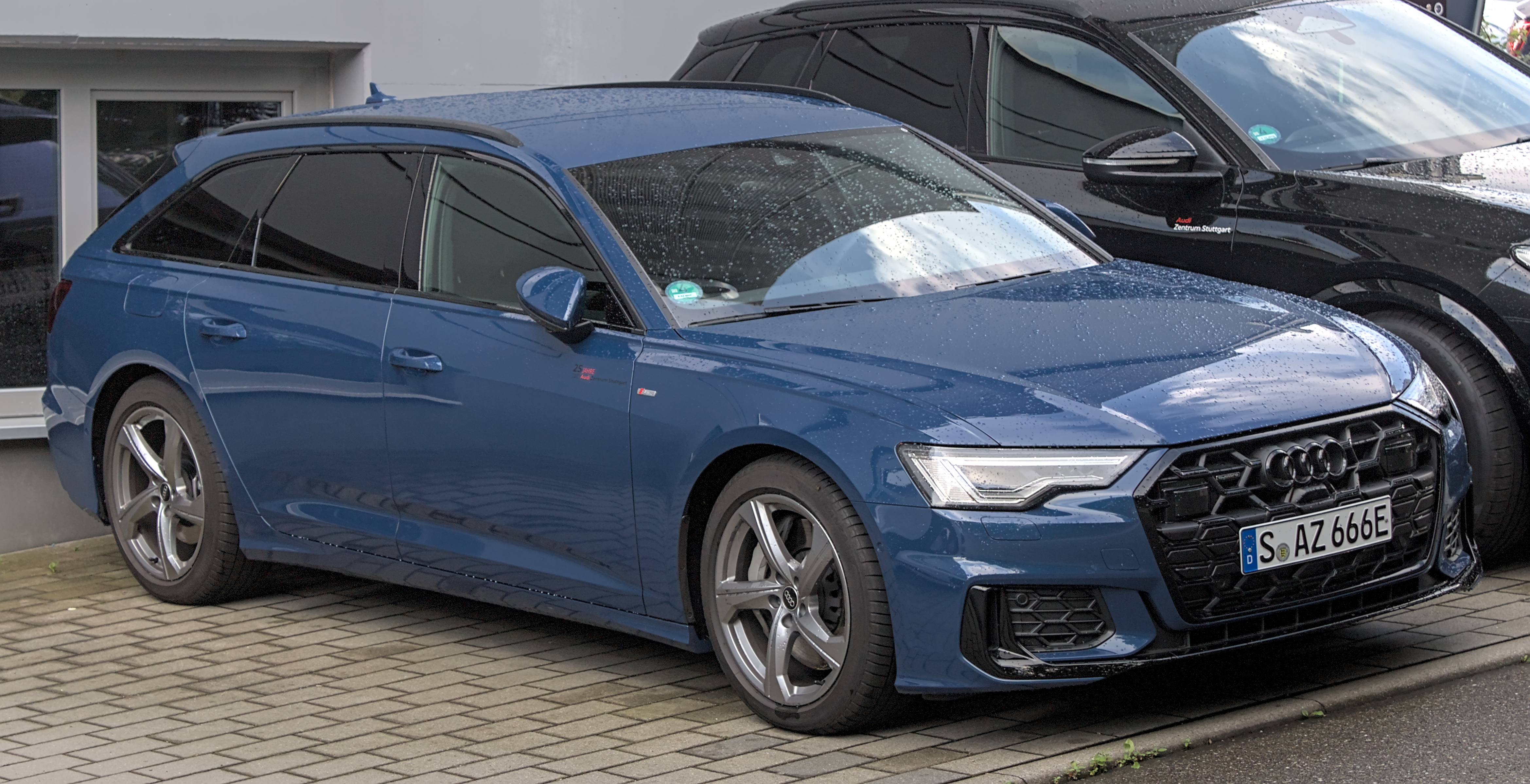
Audi A6 Avant (2023–2025)
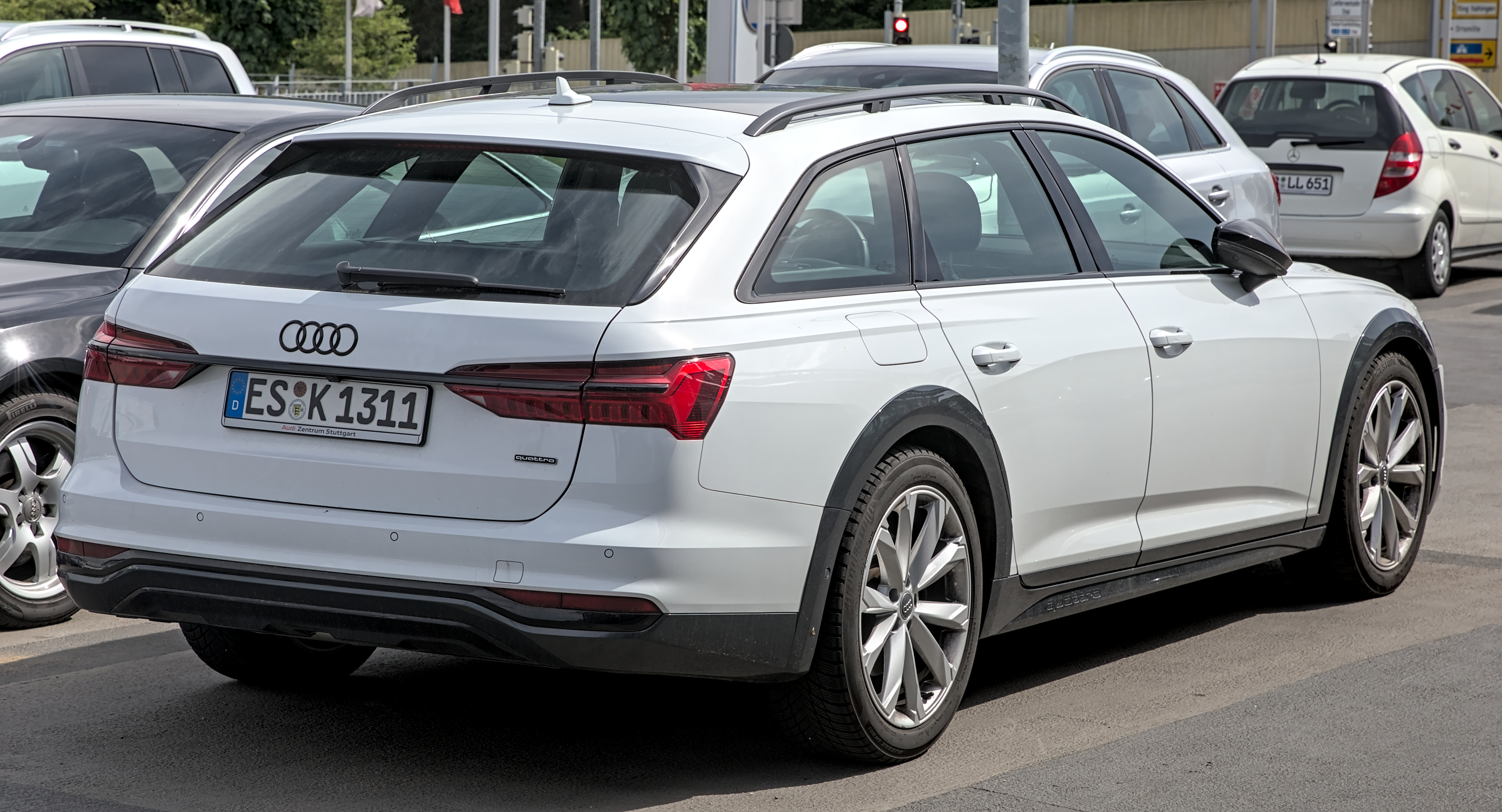
Audi A6 Allroad Quattro (2019–2023)
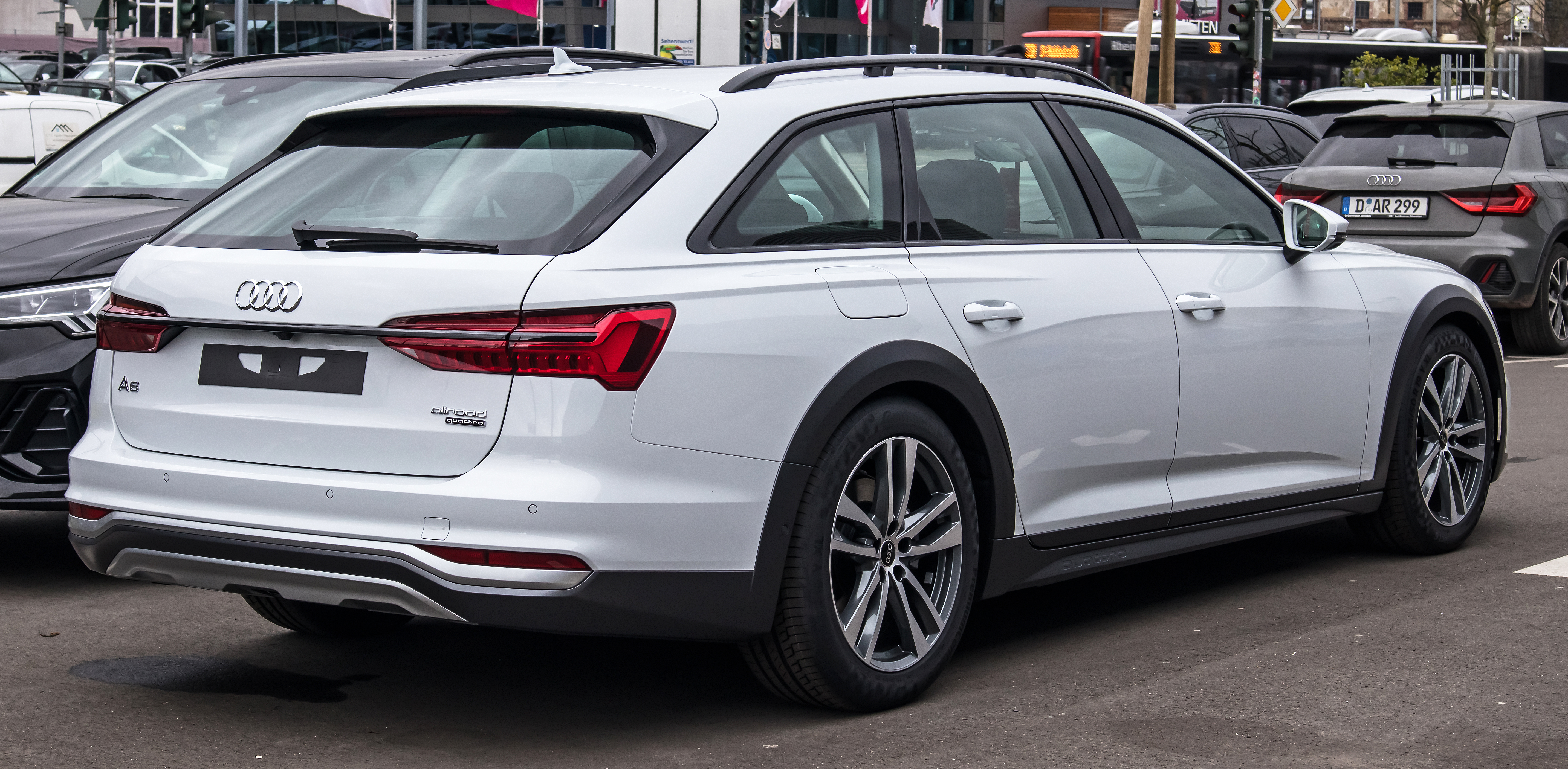
Audi A6 Allroad Quattro (2023–2025)
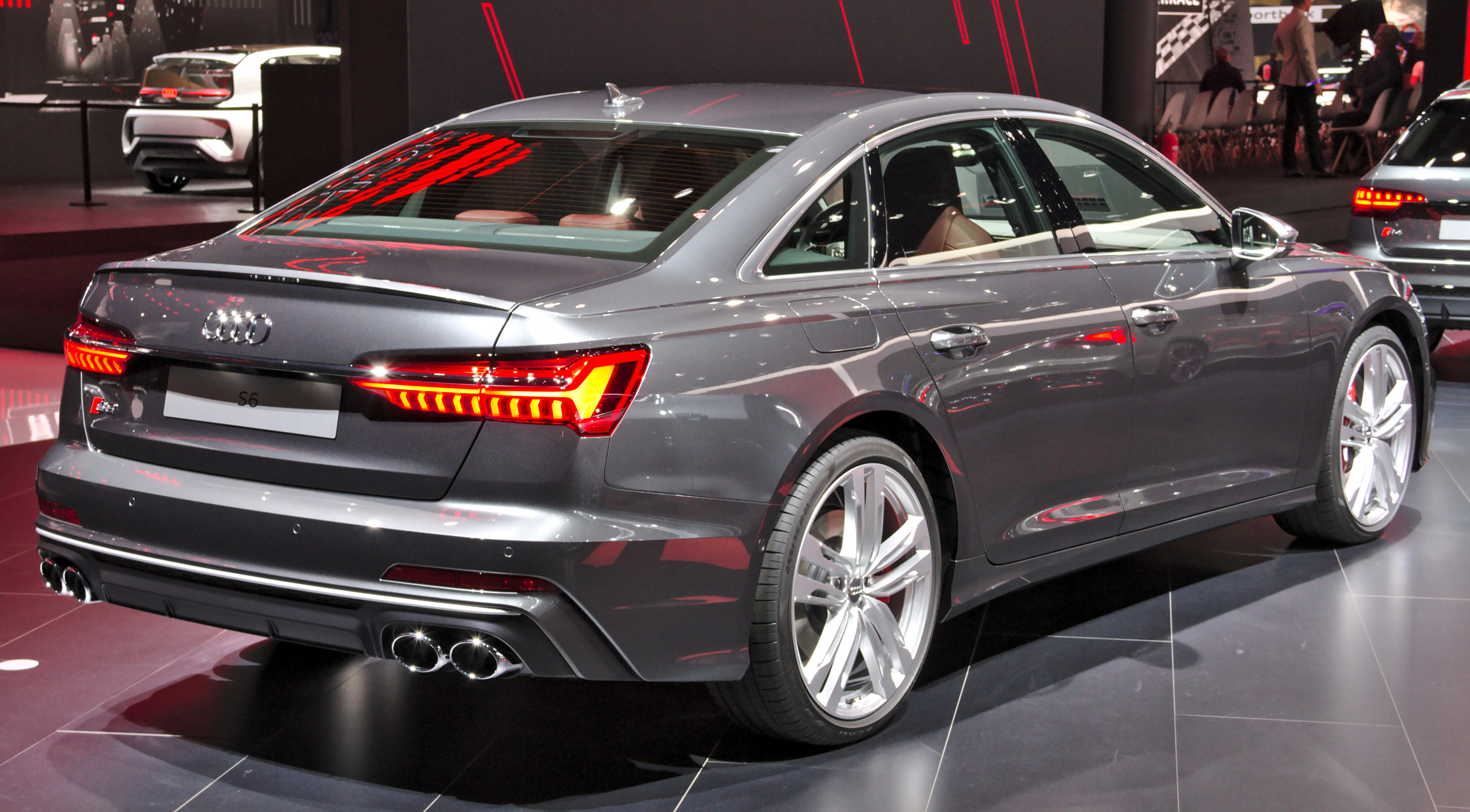
Audi S6 TDI (2019–2023)
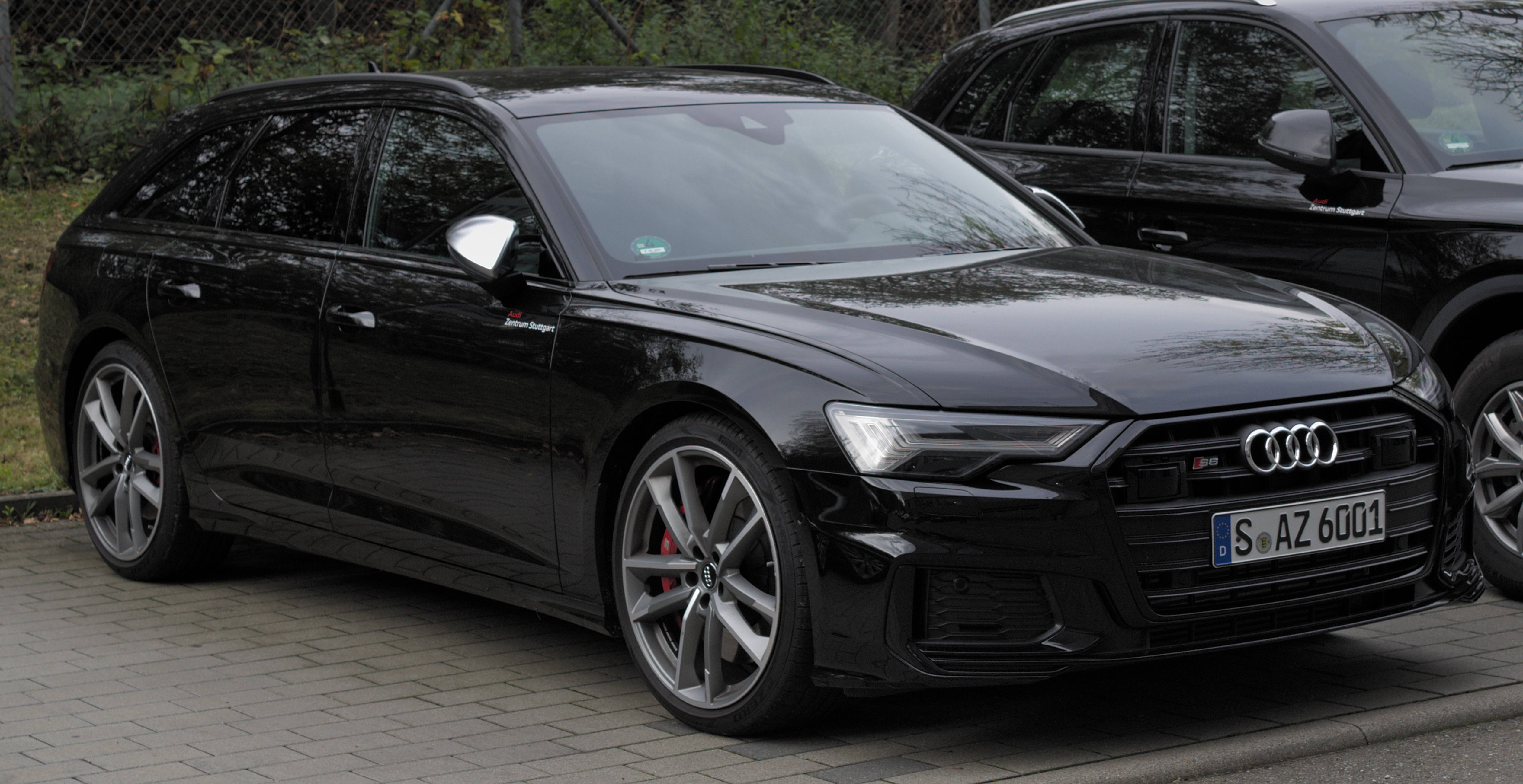
Audi S6 Avant TDI (2019–2023)
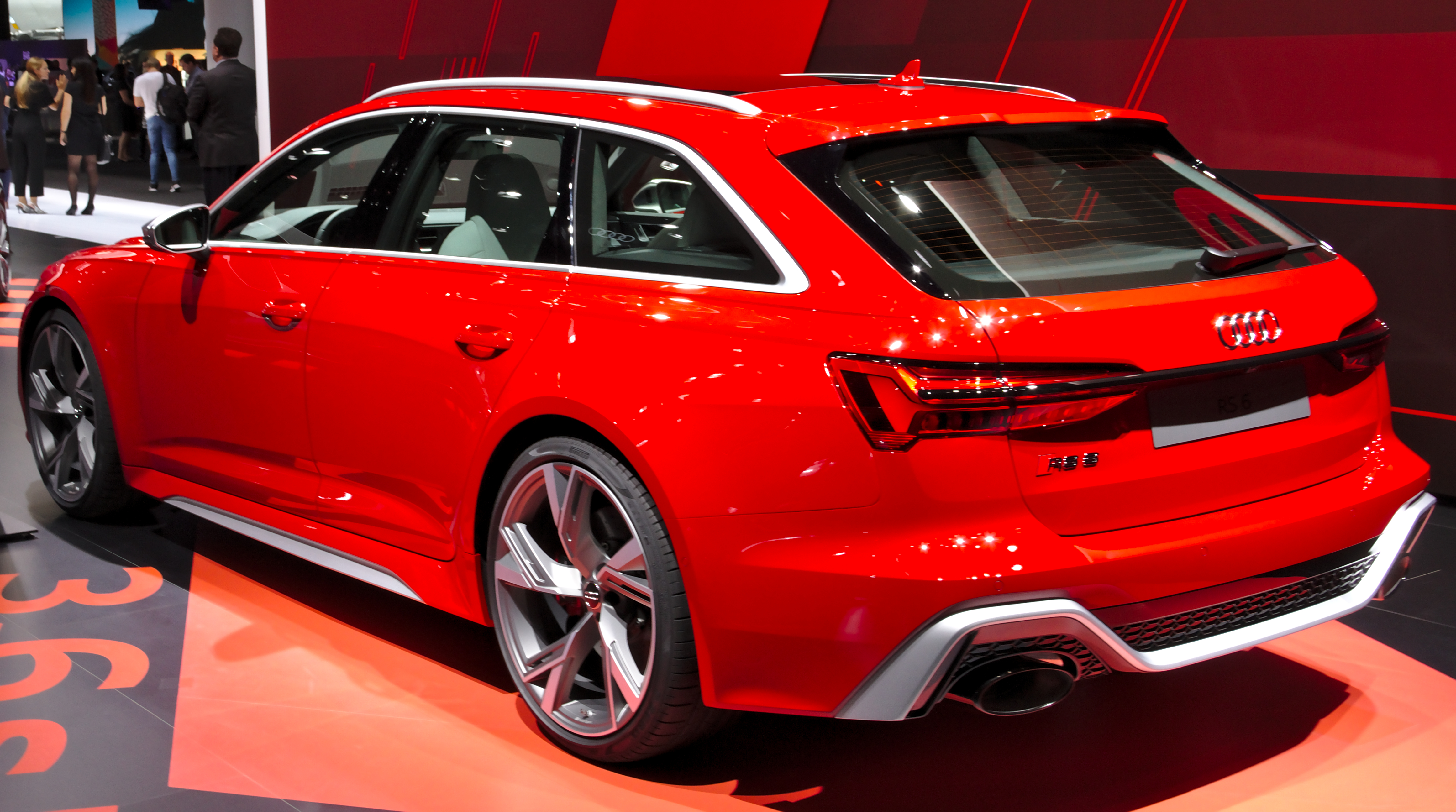
Audi RS6 Avant (2019–2023)
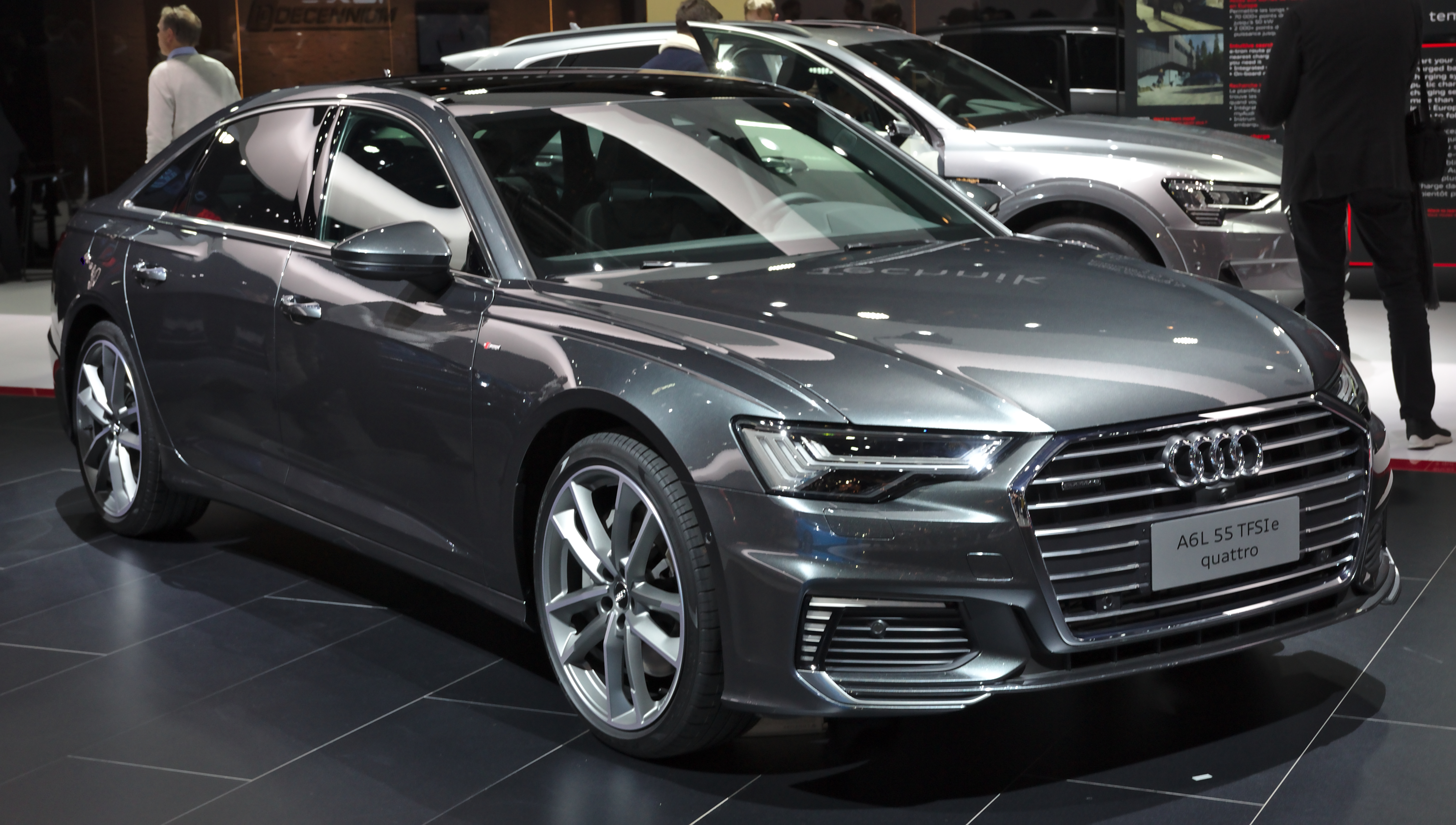
Audi A6L 55 TFSIe quattro auf dem Genfer Auto-Salon 2019
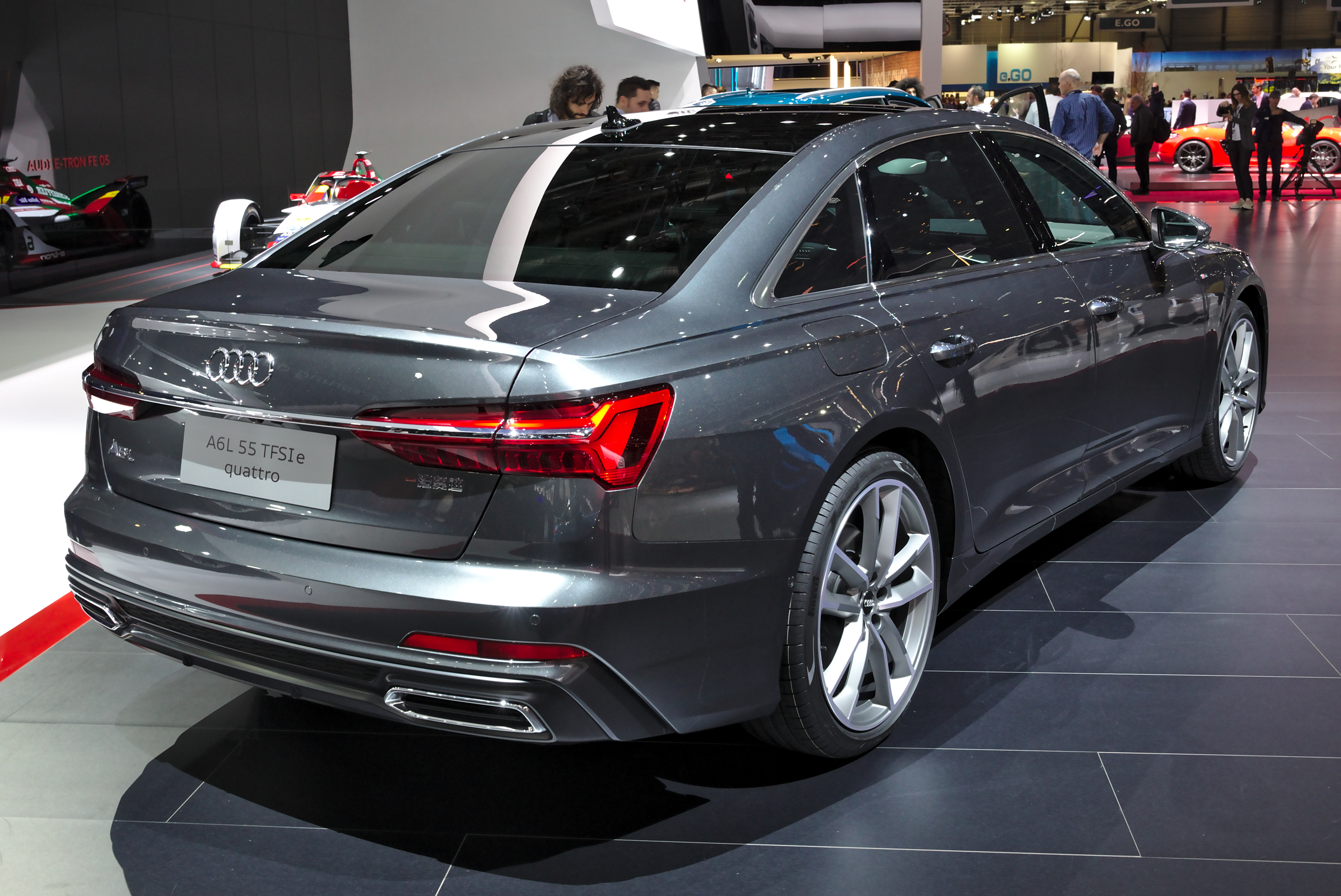
Heckansicht

## Technik und Ausstattung

### Allgemeines
Der Audi A6 basiert wie der A7 C8 und A8 D5 auf dem MLBevo, der von Audi für den VW-Konzern entwickelt wurde. Im Vergleich zum Vorgänger ist er in allen Dimensionen größer. Der C8 ist rund 200 kg schwerer als der C7, was vor allem dem serienmäßigen Mildhybrid-Antrieb zuzurechnen ist.
Zu den Neuerungen zählen außerdem sogenannte „HD-Matrix-LED-Scheinwerfer“ mit blendfreiem Fernlicht als Option und LED-Scheinwerfer als Serienausstattung sowie ursprünglich die Ausweitung der Fahrassistenzsysteme wie beim A8 D5, wodurch theoretisch autonomes Fahren bis Stufe 3 ermöglicht wird. Dies ist jedoch Stand Anfang 2019 auf Grund fehlender gesetzlicher Regelungen nicht aktiviert. Seit Ende des Jahres 2018 ist überdies der für autonomes Fahren notwendige Laserscanner nicht mehr bestellbar bzw. im entsprechenden Assistenzsystem Tour ersatzlos entfallen. Dadurch entfällt neben der Möglichkeit einer späteren Aktivierung des autonomen Fahrens auf Stufe 3 unter anderem der Engstellenassistent. Eine weitere technische Neuerung ist die Einführung einer Allradlenkung, wodurch der Wendekreis um einen Meter auf 11,1 m reduziert wird, da die Hinterräder um bis zu 5° eingeschlagen werden.

### Infotainmentsystem

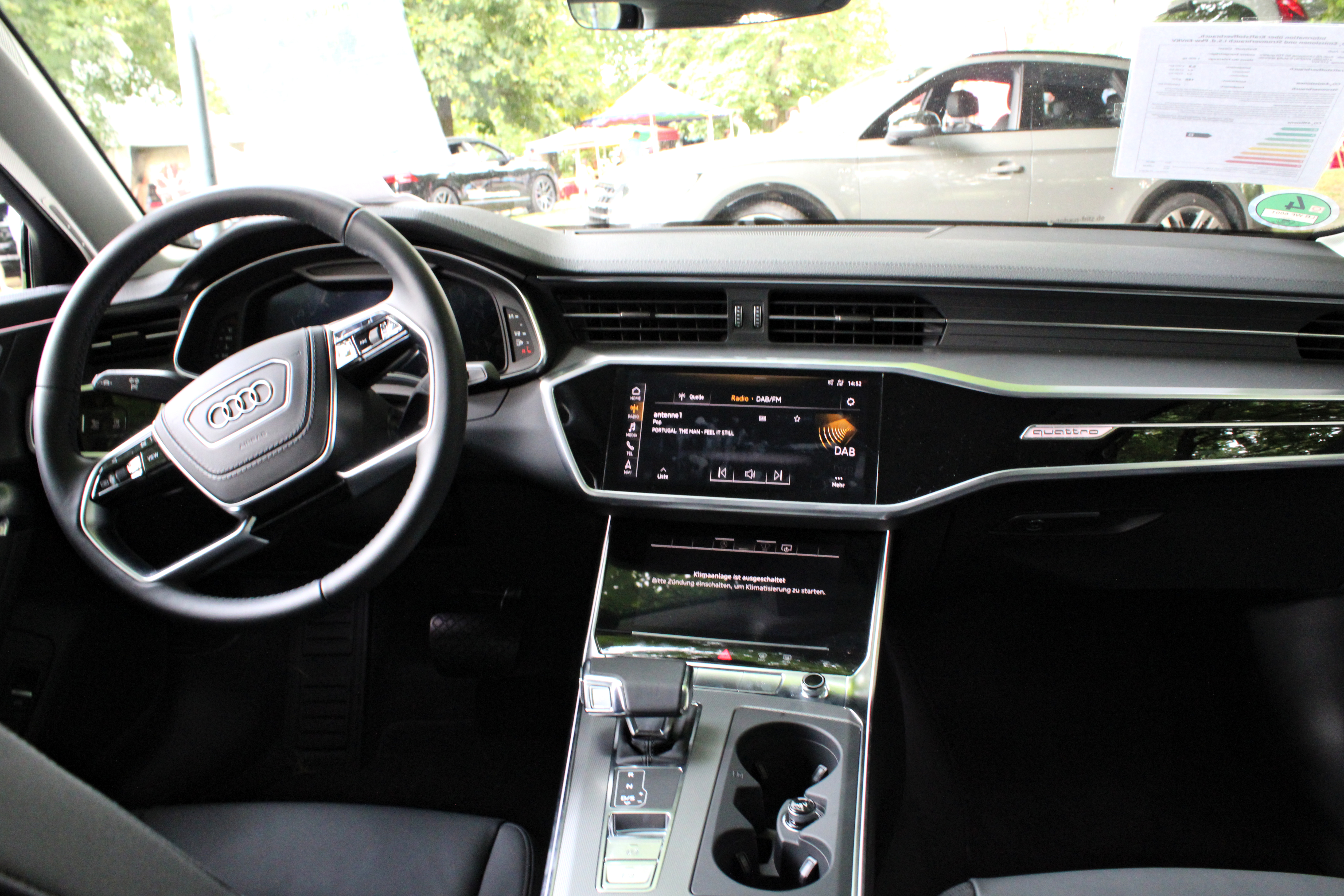
Innenraum

Der Innenraum erhielt ein neues Bedienkonzept, das fast ausschließlich auf Touchscreens setzt. Hierfür befinden sich in Armaturenbrett und Mittelkonsole je ein LC-Display. Die Diagonale des oberen Bildschirms im Armaturenbrett ist je nach Ausstattung 8,8 oder 10,1 Zoll groß und hat eine Auflösung von 1280 × 720 bzw. 1540 × 720 Pixel. Während der obere Bildschirm zur Bedienung des Navigations- und Infotainmentsystems dient, werden über den unteren 8,6-Zoll-Bildschirm (1280 × 660 Pixel) in der Mittelkonsole Fahrzeug- und Komfortfunktionen wie Klimatisierung oder Sitzheizung gesteuert. Beide Bildschirme werden auch in Kombination miteinander verwendet, so beispielsweise zur Eingabe der Zieladresse über den unteren Bildschirm oder für eine erweiterte Darstellung der Klimatisierung im oberen Bildschirm. Weitere Bedienelemente wie Fahrmodi-Einstellungen oder Heckscheibenheizung sind je nach Ausstattung über separate mechanische oder sensorische Schalter ausgeführt. Alle Touchscreens verfügen zudem über eine haptische Rückmeldung. Erstmals im Audi A6 steht optional auch das virtual cockpit zur Verfügung. Hierbei wird das analoge Kombiinstrument auf der Fahrerseite durch ein 12,3-Zoll-Display mit einer Auflösung von 1920 × 720 Pixel ersetzt.

## Sicherheit
Beim durch Euro NCAP im Jahr 2018 durchgeführten Crashtest wurde das Fahrzeug mit fünf Sternen bewertet.

## Motorisierungen
Alle V6-Aggregate ab Sommer 2020 erhielten ein 48-Volt-Bordnetz, das zusammen mit dem Riemen-Startergenerator die MHEV-Technologie (mild hybrid electric vehicle) bildet.

## Technische Daten

### Ottomotoren
|                                                      | 45 TFSI                   | 45 TFSI                   | 45 TFSI                   | 50 TFSI e                                        | 50 TFSI e                                        | 50 TFSI e                                        | 55 TFSI                   | 55 TFSI                         | 55 TFSI                             | 55 TFSI                   | 55 TFSI e                                        | 55 TFSI e                                        | 55 TFSI e                                        | S6 TFSI (2)              | RS6 (3)                   | RS6 (3)                   | RS6 (3)                   | RS6 Performance (3)      | RS6 Performance (3)      | RS6 GT (3)               |
| ---------------------------------------------------- | ------------------------- | ------------------------- | ------------------------- | ------------------------------------------------ | ------------------------------------------------ | ------------------------------------------------ | ------------------------- | ------------------------------- | ----------------------------------- | ------------------------- | ------------------------------------------------ | ------------------------------------------------ | ------------------------------------------------ | ------------------------ | ------------------------- | ------------------------- | ------------------------- | ------------------------ | ------------------------ | ------------------------ |
| Bauzeitraum                                          | 12/2018–07/2020           | 08/2020–10/2023           | 10/2023–03/2025           | 02/2020–12/2020                                  | 02/2021–07/2022 07/2023–10/2023                  | 10/2023–03/2025                                  | 01/2019–07/2020           | 08/2020–06/2023 09/2023–10/2023 | 08/2020–06/2023 09/2023–10/2023 (1) | 10/2023–03/2025           | 10/2019–12/2020                                  | 02/2021–10/2023                                  | 10/2023–03/2025                                  | 07/2019–03/2025          | 12/2019–10/2020           | 11/2020–10/2023           | 10/2023–04/2025           | 12/2022–10/2023          | 10/2023–04/2025          | 04/2024–03/2025          |
| Motorkennbuchstabe                                   | DLBA                      | DMTA                      |                           |                                                  | DRYA                                             |                                                  | DLZA                      |                                 |                                     |                           | DLGA                                             | DRYA                                             |                                                  | DKMB                     |                           |                           | DYGB                      | DYGA                     | DYGA                     | DYGA                     |
| Motorbaureihe                                        | VW EA888                  | VW EA888                  | VW EA888                  | VW EA888                                         | VW EA888evo4                                     | VW EA888evo4                                     | VW EA839                  | VW EA839                        | VW EA839                            | VW EA839                  | VW EA888                                         | VW EA888evo4                                     | VW EA888evo4                                     | VW EA839                 | VW EA825                  | VW EA825                  | VW EA825                  | VW EA825                 | VW EA825                 | VW EA825                 |
| Motorart                                             | Ottomotor                 | Ottomotor                 | Ottomotor                 | Ottomotor + Elektromotor                         | Ottomotor + Elektromotor                         | Ottomotor + Elektromotor                         | Ottomotor                 | Ottomotor                       | Ottomotor                           | Ottomotor                 | Ottomotor + Elektromotor                         | Ottomotor + Elektromotor                         | Ottomotor + Elektromotor                         | Ottomotor                | Ottomotor                 | Ottomotor                 | Ottomotor                 | Ottomotor                | Ottomotor                | Ottomotor                |
| Motorbauart                                          | Reihenbauart              | Reihenbauart              | Reihenbauart              | Reihenbauart + permanenterregte Synchronmaschine | Reihenbauart + permanenterregte Synchronmaschine | Reihenbauart + permanenterregte Synchronmaschine | V-Bauart                  | V-Bauart                        | V-Bauart                            | V-Bauart                  | Reihenbauart + permanenterregte Synchronmaschine | Reihenbauart + permanenterregte Synchronmaschine | Reihenbauart + permanenterregte Synchronmaschine | V-Bauart                 | V-Bauart                  | V-Bauart                  | V-Bauart                  | V-Bauart                 | V-Bauart                 | V-Bauart                 |
| Motoraufladung                                       | Turbolader                | Turbolader                | Turbolader                | Turbolader                                       | Turbolader                                       | Turbolader                                       | Turbolader                | Turbolader                      | Turbolader                          | Turbolader                | Turbolader                                       | Turbolader                                       | Turbolader                                       | Biturbo                  | Biturbo                   | Biturbo                   | Biturbo                   | Biturbo                  | Biturbo                  | Biturbo                  |
| Bordnetz                                             | –                         | 12 Volt MHEV              | 12 Volt MHEV              | –                                                | –                                                | –                                                | –                         | –                               | 48 Volt MHEV                        | 48 Volt MHEV              | –                                                | –                                                | –                                                | –                        | –                         | 48 Volt MHEV              | 48 Volt MHEV              | 48 Volt MHEV             | 48 Volt MHEV             | 48 Volt MHEV             |
| Gemischbildung                                       | Benzindirekteinspritzung  | Benzindirekteinspritzung  | Benzindirekteinspritzung  | Benzindirekteinspritzung                         | Benzindirekteinspritzung                         | Benzindirekteinspritzung                         | Benzindirekteinspritzung  | Benzindirekteinspritzung        | Benzindirekteinspritzung            | Benzindirekteinspritzung  | Benzindirekteinspritzung                         | Benzindirekteinspritzung                         | Benzindirekteinspritzung                         | Benzindirekteinspritzung | Benzindirekteinspritzung  | Benzindirekteinspritzung  | Benzindirekteinspritzung  | Benzindirekteinspritzung | Benzindirekteinspritzung | Benzindirekteinspritzung |
| Zylinder/Ventile                                     | 4/16                      | 4/16                      | 4/16                      | 4/16                                             | 4/16                                             | 4/16                                             | 6/24                      | 6/24                            | 6/24                                | 6/24                      | 4/16                                             | 4/16                                             | 4/16                                             | 6/24                     | 8/32                      | 8/32                      | 8/32                      | 8/32                     | 8/32                     | 8/32                     |
| Hubraum                                              | 1984 cm³                  | 1984 cm³                  | 1984 cm³                  | 1984 cm³                                         | 1984 cm³                                         | 1984 cm³                                         | 2995 cm³                  | 2995 cm³                        | 2995 cm³                            | 2995 cm³                  | 1984 cm³                                         | 1984 cm³                                         | 1984 cm³                                         | 2894 cm³                 | 3996 cm³                  | 3996 cm³                  | 3996 cm³                  | 3996 cm³                 | 3996 cm³                 | 3996 cm³                 |
| max. Leistung bei min−1, Verbrennungsmotor           | 180 kW (245 PS)/5000–6500 | 195 kW (265 PS)/5250–6500 | 195 kW (265 PS)/5250–6500 | 185 kW (252 PS)/5000–6000                        | 195 kW (265 PS)/5250–6500                        | 195 kW (265 PS)/5250–6500                        | 250 kW (340 PS)/5000–6400 | 250 kW (340 PS)/5000–6400       | 250 kW (340 PS)/5200–6400           | 250 kW (340 PS)/5200–6400 | 185 kW (252 PS)/5000–6000                        | 195 kW (265 PS)/5250–6500                        | 195 kW (265 PS)/5250–6500                        | 331 kW (450 PS)/         | 441 kW (600 PS)/6000–6250 | 441 kW (600 PS)/6000–6250 | 441 kW (600 PS)/6000–6250 | 463 kW (630 PS)/6000     | 463 kW (630 PS)/6000     | 463 kW (630 PS)/6000     |
| max. Leistung, Elektromotor (Peak)                   | –                         | –                         | –                         | 105 kW (143 PS)                                  | 105 kW (143 PS)                                  | 105 kW (143 PS)                                  | –                         | –                               | –                                   | –                         | 105 kW (143 PS)                                  | 105 kW (143 PS)                                  | 105 kW (143 PS)                                  | –                        | –                         | –                         | –                         | –                        | –                        | –                        |
| Dauerleistung Elektromotor                           | –                         | –                         | –                         | 55 kW (75 PS)                                    | 55 kW (75 PS)                                    | 55 kW (75 PS)                                    | –                         | –                               | –                                   | –                         | 55 kW (75 PS)                                    | 55 kW (75 PS)                                    | 55 kW (75 PS)                                    | –                        | –                         | –                         | –                         | –                        | –                        | –                        |
| max. Systemleistung                                  | –                         | –                         | –                         | 220 kW (299 PS)                                  | 220 kW (299 PS)                                  | 220 kW (299 PS)                                  | –                         | –                               | –                                   | –                         | 270 kW (367 PS)                                  | 270 kW (367 PS)                                  | 270 kW (367 PS)                                  | –                        | –                         | –                         | –                         | –                        | –                        | –                        |
| max. Drehmoment bei min−1, Verbrennungsmotor         | 370 Nm/1600–4300          | 370 Nm/1600–4300          | 370 Nm/1600–4500          | 370 Nm/1600–4500                                 | 370 Nm/1600–4500                                 | 370 Nm/1600–4500                                 | 500 Nm/1370–4500          | 500 Nm/1370–4500                | 500 Nm/1370–4500                    | 500 Nm/1370–4500          | 370 Nm/1600–4500                                 | 370 Nm/1600–4500                                 | 370 Nm/1600–4500                                 | 600 Nm/                  | 800 Nm/2050–4500          | 800 Nm/2050–4500          | 800 Nm/2050–4500          | 850 Nm/2300–4500         | 850 Nm/2300–4500         | 850 Nm/2300–4500         |
| max. Drehmoment, Elektromotor                        | –                         | –                         | –                         | 350 Nm                                           | 350 Nm                                           | 350 Nm                                           | –                         | –                               | –                                   | –                         | 350 Nm                                           | 350 Nm                                           | 350 Nm                                           | –                        | –                         | –                         | –                         | –                        | –                        | –                        |
| max. Systemdrehmoment                                | –                         | –                         | –                         | 450 Nm                                           | 450 Nm                                           | 450 Nm                                           | –                         | –                               | –                                   | –                         | 500 Nm                                           | 500 Nm                                           | 500 Nm                                           | –                        | –                         | –                         | –                         | –                        | –                        | –                        |
| Antriebsart, Serie                                   | Vorderradantrieb          | Vorderradantrieb          | Vorderradantrieb          | Allradantrieb                                    | Allradantrieb                                    | Allradantrieb                                    | Allradantrieb             | Allradantrieb                   | Allradantrieb                       | Allradantrieb             | Allradantrieb                                    | Allradantrieb                                    | Allradantrieb                                    | Allradantrieb            | Allradantrieb             | Allradantrieb             | Allradantrieb             | Allradantrieb            | Allradantrieb            | Allradantrieb            |
| Antriebsart, Option                                  | Allradantrieb             | Allradantrieb             | Allradantrieb             | –                                                | –                                                | –                                                | –                         | –                               | –                                   | –                         | –                                                | –                                                | –                                                | –                        | –                         | –                         | –                         | –                        | –                        | –                        |
| Getriebe, Serie                                      | 7-Gang S tronic           | 7-Gang S tronic           | 7-Gang S tronic           | 7-Gang S tronic                                  | 7-Gang S tronic                                  | 7-Gang S tronic                                  | 7-Gang S tronic           | 7-Gang S tronic                 | 7-Gang S tronic                     | 7-Gang S tronic           | 7-Gang S tronic                                  | 7-Gang S tronic                                  | 7-Gang S tronic                                  | 8-Stufen-tiptronic       | 8-Stufen-tiptronic        | 8-Stufen-tiptronic        | 8-Stufen-tiptronic        | 8-Stufen-tiptronic       | 8-Stufen-tiptronic       | 8-Stufen-tiptronic       |
| Leergewicht                                          | 1715–1835 kg              | 1720–1845 kg              | 1720–1845 kg              | 2085 kg                                          | 2010–2075 kg                                     | 2085–2150 kg                                     | 1835–1910 kg              | 1910–1945 kg                    | 1845 kg                             | 1845–1910 kg              | 2085 kg                                          | 2010–2075 kg                                     | 2085–2150 kg                                     |                          | 2150 kg                   | 2150 kg                   | 2175 kg                   | 2165 kg                  | 2150 kg                  | 2075 kg                  |
| max. Zuladung                                        | 515–565 kg                | 520–560 kg                | 520–560 kg                | 525 kg                                           | 600 kg                                           |                                                  | 555–570 kg                | 570–575 kg                      | 555 kg                              | 555–575 kg                | 525 kg                                           | 600 kg                                           |                                                  |                          | 590 kg                    | 590 kg                    | 565 kg                    | 590 kg                   | 590 kg                   |                          |
| max. Anhängelast                                     | 2000 kg                   | 2000 kg                   | 2000 kg                   | 2000 kg                                          | 2000 kg                                          | 2000 kg                                          | 2000 kg                   | 2000–2500 kg                    | 2000 kg                             | 2000 kg                   | 2000 kg                                          | 2000 kg                                          | 2000 kg                                          |                          | 2100 kg                   | 2100 kg                   | 2100 kg                   | 2100 kg                  | 2100 kg                  |                          |
| Beschleunigung, 0–100 km/h                           | 6,0–7,0 s                 | 6,0–7,0 s                 | 6,7 s                     | 6,2–6,3 s                                        | 6,2–6,3 s                                        | 6,2–6,3 s                                        | 5,1–5,3 s                 | 5,3–5,5 s                       | 5,1 s                               | 4,9–5,0 s                 | 5,6–5,7 s                                        | 5,6–5,7 s                                        | 5,6–5,7 s                                        | 4,5 s                    | 3,6 s                     | 3,6 s                     | 3,6 s                     | 3,4 s                    | 3,4 s                    | 3,3 s                    |
| elektr. Beschleunigung, 0–60 km/h                    | –                         | –                         | –                         | 5,5 s                                            |                                                  |                                                  | –                         | –                               | –                                   | –                         | 5,6 s                                            |                                                  |                                                  | –                        | –                         | –                         | –                         | –                        | –                        | –                        |
| Höchstgeschwindigkeit                                | 250 km/h                  | 250 km/h                  | 250 km/h                  | 250 km/h                                         | 250 km/h                                         | 250 km/h                                         | 250 km/h                  | 250 km/h                        | 250 km/h                            | 250 km/h                  | 250 km/h                                         | 250 km/h                                         | 250 km/h                                         | 250 km/h                 | 250 km/h (4)              | 250 km/h (4)              | 250 km/h (4)              | 280 km/h (5)             | 280 km/h (5)             | 305 km/h                 |
| elektr. Höchstgeschwindigkeit                        | –                         | –                         | –                         | 135 km/h                                         | 135 km/h                                         | 135 km/h                                         | –                         | –                               | –                                   | –                         | 135 km/h                                         | 135 km/h                                         | 135 km/h                                         | –                        | –                         | –                         | –                         | –                        | –                        | –                        |
| Kraftstoffverbrauch nach WLTP auf 100 km, kombiniert | 6,0–6,8 l Super           | 6,9–8,5 l Super           | 6,9–8,5 l Super           | 1,3–2,0 l Super                                  | 1,0–1,5 l Super                                  | 1,1–1,7 l Super                                  | 8,8–9,7 l Super           | 8,1–9,1 l Super                 | 7,8–8,8 l Super                     | 7,9–9,1 l Super           | 1,5–2,2 l Super                                  | 1,1–1,5 l Super                                  | 1,2–1,6 l Super                                  | 10,7 l Super             | 12,4 l Super              | 12,3–13,1 l Super         | 12,1–12,7 l Super         | 12,2–12,7 l Super        | 12,2–12,7 l Super        | 12,2–12,7 l Super        |
| elektrische Reichweite nach WLTP, kombiniert         | –                         | –                         | –                         | 46–58 km                                         | 60–73 km                                         | 62–73 km                                         | –                         | –                               | –                                   | –                         | 45–55 km                                         | 60–68 km                                         | 60–69 km                                         | –                        | –                         | –                         | –                         | –                        | –                        | –                        |
| CO2-Emission nach WLTP, kombiniert                   | 137–156 g/km              | 156–193 g/km              | 158–193 g/km              | 31–46 g/km                                       | 24–36 g/km                                       | 24–37 g/km                                       | 199–219 g/km              | 184–207 g/km                    | 178–200 g/km                        | 179–205 g/km              | 35–50 g/km                                       | 27–36 g/km                                       | 27–37 g/km                                       |                          | 281 g/km                  | 280–298 g/km              | 276–289 g/km              | 277–289 g/km             | 277–289 g/km             | 277–289 g/km             |
| Abgasnachbehandlung, PM                              | Ottopartikelfilter        | Ottopartikelfilter        | Ottopartikelfilter        | Ottopartikelfilter                               | Ottopartikelfilter                               | Ottopartikelfilter                               | –                         | Ottopartikelfilter              | Ottopartikelfilter                  | Ottopartikelfilter        | Ottopartikelfilter                               | Ottopartikelfilter                               | Ottopartikelfilter                               |                          | Ottopartikelfilter        | Ottopartikelfilter        | Ottopartikelfilter        | Ottopartikelfilter       | Ottopartikelfilter       | Ottopartikelfilter       |
| Abgasnorm nach EU-Klassifikation                     | Euro 6d-TEMP-EVAP-ISC     | Euro 6d-ISC-FCM           | Euro 6e                   | Euro 6d-TEMP-EVAP-ISC                            | Euro 6d-ISC-FCM                                  | Euro 6e                                          | Euro 6d-TEMP              | Euro 6d-ISC-FCM                 | Euro 6d-ISC-FCM                     | Euro 6e                   | Euro 6d-TEMP-EVAP-ISC                            | Euro 6d-ISC-FCM                                  | Euro 6e                                          | –                        | Euro 6d-TEMP-EVAP-ISC     | Euro 6d-ISC-FCM           | Euro 6e                   | Euro 6d-ISC-FCM          | Euro 6e                  | Euro 6e                  |

### Dieselmotoren

#### WLTP Euro 6d-TEMP
|                                                      | 35 TDI (1)                | 40 TDI (2)                | 45 TDI                    | 45 TDI                    | 50 TDI                    | 55 TDI (3)                              | S6 TDI                                  |
| ---------------------------------------------------- | ------------------------- | ------------------------- | ------------------------- | ------------------------- | ------------------------- | --------------------------------------- | --------------------------------------- |
| Bauzeitraum                                          | 02/2019–08/2020           | 08/2018–08/2020           | 06/2018–06/2019           | 06/2019–12/2020           | 06/2018–09/2020           | 06/2019–10/2020                         | 06/2019–10/2020                         |
| Motorkennbuchstabe                                   | DEZD                      | DFBA                      | DDVE                      | DDV                       | DDVB                      | DEWA                                    | DEWA                                    |
| Motorbaureihe                                        | VW EA288evo               | VW EA288evo               | VW EA897evo2              | VW EA897evo2              | VW EA897evo2              | VW EA897evo2                            | VW EA897evo2                            |
| Motorart                                             | Dieselmotor               | Dieselmotor               | Dieselmotor               | Dieselmotor               | Dieselmotor               | Dieselmotor                             | Dieselmotor                             |
| Motorbauart                                          | Reihenbauart              | Reihenbauart              | V-Bauart                  | V-Bauart                  | V-Bauart                  | V-Bauart                                | V-Bauart                                |
| Motoraufladung                                       | Turbolader                | Turbolader                | Turbolader                | Turbolader                | Turbolader                | VTG-Turbolader, elektrischer Verdichter | VTG-Turbolader, elektrischer Verdichter |
| Bordnetz                                             | 12 Volt MHEV              | 12 Volt MHEV              | 48 Volt MHEV              | 48 Volt MHEV              | 48 Volt MHEV              | 48 Volt MHEV                            | 48 Volt MHEV                            |
| Gemischaufbereitung                                  | Common-Rail-Einspritzung  | Common-Rail-Einspritzung  | Common-Rail-Einspritzung  | Common-Rail-Einspritzung  | Common-Rail-Einspritzung  | Common-Rail-Einspritzung                | Common-Rail-Einspritzung                |
| Zylinder/Ventile                                     | 4/16                      | 4/16                      | 6/24                      | 6/24                      | 6/24                      | 6/24                                    | 6/24                                    |
| Hubraum                                              | 1968 cm³                  | 1968 cm³                  | 2967 cm³                  | 2967 cm³                  | 2967 cm³                  | 2967 cm³                                | 2967 cm³                                |
| max. Leistung bei min−1                              | 120 kW (163 PS)/3250–4200 | 150 kW (204 PS)/3750–4200 | 170 kW (231 PS)/3250–4750 | 170 kW (231 PS)/3250–4750 | 210 kW (286 PS)/3500–4000 | 257 kW (349 PS)/3850                    | 257 kW (349 PS)/3850                    |
| max. Drehmoment bei min−1                            | 370 Nm/1500–3000          | 400 Nm/1750–3000          | 500 Nm/1750–3250          | 500 Nm/1750–3250          | 620 Nm/2250–3000          | 700 Nm/2500–3100                        | 700 Nm/2500–3100                        |
| Antriebsart, Serie                                   | Vorderradantrieb          | Vorderradantrieb          | Allradantrieb             | Allradantrieb             | Allradantrieb             | Allradantrieb                           | Allradantrieb                           |
| Antriebsart, Option                                  | –                         | Allradantrieb             | –                         | –                         | –                         | –                                       | –                                       |
| Getriebe, Serie                                      | 7-Gang-S-Tronic           | 7-Gang-S-Tronic           | 8-Stufen-tiptronic        | 8-Stufen-tiptronic        | 8-Stufen-tiptronic        | 8-Stufen-tiptronic                      | 8-Stufen-tiptronic                      |
| Leergewicht                                          | 1720–1785 kg              | 1720–1845 kg              | 1900–2020 kg              | 1900–2020 kg              | 1900–2020 kg              | 2085 kg                                 | 2030–2095 kg                            |
| max. Zuladung                                        | 535–545 kg                | 535–580 kg                | 575–605 kg                | 575–605 kg                | 575–605 kg                | 605–610 kg                              | 560 kg                                  |
| max. Anhängelast                                     | 2000 kg                   | 2000 kg                   | 2000–2500 kg              | 2000–2500 kg              | 2000–2500 kg              | 2500 kg                                 | 2100 kg                                 |
| Beschleunigung, 0–100 km/h                           | 9,2–9,5 s                 | 7,6–8,3 s                 | 6,3–6,5 s                 | 6,3–6,7 s                 | 5,5–5,7 s                 | 5,2 s                                   | 5,0–5,1 s                               |
| Höchstgeschwindigkeit                                | 219–224 km/h              | 241–246 km/h              | 250 km/h                  | 250 km/h                  | 250 km/h                  | 250 km/h                                | 250 km/h                                |
| Kraftstoffverbrauch nach WLTP auf 100 km, kombiniert | 4,0–4,5 l Diesel          | 4,3–4,9 l Diesel          | 5,6–5,9 l Diesel          | 6,8–7,8 l Diesel          | 5,6–5,9 l Diesel          | 7,5–7,7 l Diesel                        | 7,7–7,9 l Diesel                        |
| CO2-Emission nach WLTP, kombiniert                   | 104–117 g/km              | 112–129 g/km              | 146–155 g/km              | 178–203 g/km              | 171–195 g/km              | 152–186 g/km                            | 202–208 g/km                            |
| Abgasnachbehandlung, PM                              | Dieselpartikelfilter      | Dieselpartikelfilter      | Dieselpartikelfilter      | Dieselpartikelfilter      | Dieselpartikelfilter      | Dieselpartikelfilter                    | Dieselpartikelfilter                    |
| Abgasnachbehandlung, NOX                             | SCR-Katalysator           | SCR-Katalysator           | SCR-Katalysator           | SCR-Katalysator           | SCR-Katalysator           | SCR-Katalysator                         | SCR-Katalysator                         |
| Abgasnorm nach EU-Klassifikation                     | Euro 6d-TEMP              | Euro 6d-TEMP              | Euro 6d-TEMP              | Euro 6d-TEMP-EVAP-ISC     | Euro 6d-TEMP              | Euro 6d-TEMP-EVAP-ISC                   | Euro 6d-TEMP-EVAP-ISC                   |

#### WLTP Euro 6d-ISC
|                                                      | 35 TDI (1)                | 40 TDI (2)                | 45 TDI                    | 50 TDI                    | 55 TDI (3)                              | S6 TDI                                  |
| ---------------------------------------------------- | ------------------------- | ------------------------- | ------------------------- | ------------------------- | --------------------------------------- | --------------------------------------- |
| Bauzeitraum                                          | 09/2020–06/2023           | 09/2020–06/2023           | 12/2020–06/2023           | 10/2020–06/2023           | 11/2020–06/2023                         | 11/2020–06/2023                         |
| Motorkennbuchstabe                                   | DEZ                       | DFB                       | DDVB                      | DMGA                      | DMKD                                    | DMKD                                    |
| Motorbaureihe                                        | VW EA288evo               | VW EA288evo               | VW EA897evo3              | VW EA897evo3              | VW EA897evo3                            | VW EA897evo3                            |
| Motorart                                             | Dieselmotor               | Dieselmotor               | Dieselmotor               | Dieselmotor               | Dieselmotor                             | Dieselmotor                             |
| Motorbauart                                          | Reihenbauart              | Reihenbauart              | V-Bauart                  | V-Bauart                  | V-Bauart                                | V-Bauart                                |
| Motoraufladung                                       | Turbolader                | Turbolader                | Turbolader                | Turbolader                | VTG-Turbolader, elektrischer Verdichter | VTG-Turbolader, elektrischer Verdichter |
| Bordnetz                                             | 12 Volt MHEV              | 12 Volt MHEV              | 48 Volt MHEV              | 48 Volt MHEV              | 48 Volt MHEV                            | 48 Volt MHEV                            |
| Gemischaufbereitung                                  | Common-Rail-Einspritzung  | Common-Rail-Einspritzung  | Common-Rail-Einspritzung  | Common-Rail-Einspritzung  | Common-Rail-Einspritzung                | Common-Rail-Einspritzung                |
| Zylinder/Ventile                                     | 4/16                      | 4/16                      | 6/24                      | 6/24                      | 6/24                                    | 6/24                                    |
| Hubraum                                              | 1968 cm³                  | 1968 cm³                  | 2967 cm³                  | 2967 cm³                  | 2967 cm³                                | 2967 cm³                                |
| max. Leistung bei min−1                              | 120 kW (163 PS)/3250–4200 | 150 kW (204 PS)/3800–4200 | 180 kW (245 PS)/3500–4750 | 210 kW (286 PS)/3500–4000 | 253 kW (344 PS)/3850–4000               | 253 kW (344 PS)/3850–4000               |
| max. Drehmoment bei min−1                            | 370 Nm/1750–3000          | 400 Nm/1750–3250          | 500 Nm/1500–3250          | 620 Nm/1750–3000          | 700 Nm/1750–3250                        | 700 Nm/1750–3250                        |
| Antriebsart, Serie                                   | Vorderradantrieb          | Vorderradantrieb          | Allradantrieb             | Allradantrieb             | Allradantrieb                           | Allradantrieb                           |
| Antriebsart, Option                                  | –                         | Allradantrieb             | –                         | –                         | –                                       | –                                       |
| Getriebe, Serie                                      | 7-Gang-S-tronic           | 7-Gang-S-tronic           | 7-Gang-S-tronic           | 8-Stufen-tiptronic        | 8-Stufen-tiptronic                      | 8-Stufen-tiptronic                      |
| Leergewicht                                          | 1715–1780 kg              | 1715–1900 kg              | 1910–2020 kg              | 1900–2020 kg              | 2085 kg                                 | 2030–2095 kg                            |
| max. Zuladung                                        | 540–550 kg                | 540–600 kg                |                           | 605–610 kg                | 605–610 kg                              | 560 kg                                  |
| max. Anhängelast                                     | 2000 kg                   | 2000 kg                   | 2000–2500 kg              | 2500 kg                   | 2100 kg                                 |                                         |
| Beschleunigung, 0–100 km/h                           | 9,3–9,5 s                 | 7,6–8,3 s                 | 6,2–6,6 s                 | 5,4–5,8 s                 | 5,2 s                                   | 5,0–5,1 s                               |
| Höchstgeschwindigkeit                                | 219–224 km/h              | 237–246 km/h              | 250 km/h                  | 250 km/h                  | 250 km/h                                | 250 km/h                                |
| Kraftstoffverbrauch nach WLTP auf 100 km, kombiniert | 5,1–6,1 l Diesel          | 5,3–6,4 l Diesel          | 6,1–7,1 l Diesel          | 6,5–7,4 l Diesel          | 6,9–7,5 l Diesel                        | 6,9–7,5 l Diesel                        |
| CO2-Emission nach WLTP, kombiniert                   | 133–161 g/km              | 139–169 g/km              | 146–155 g/km              | 197–203 g/km              | 182–195 g/km                            | 181–195 g/km                            |
| Abgasnachbehandlung, PM                              | Dieselpartikelfilter      | Dieselpartikelfilter      | Dieselpartikelfilter      | Dieselpartikelfilter      | Dieselpartikelfilter                    | Dieselpartikelfilter                    |
| Abgasnachbehandlung, NOX                             | SCR-Katalysator           | SCR-Katalysator           | SCR-Katalysator           | SCR-Katalysator           | SCR-Katalysator                         | SCR-Katalysator                         |
| Abgasnorm nach EU-Klassifikation                     | Euro 6d-ISC-FCM           | Euro 6d-ISC-FCM           | Euro 6d-ISC-FCM           | Euro 6d-ISC-FCM           | Euro 6d-ISC-FCM                         | Euro 6d-ISC-FCM                         |

#### Modellpflege 2024
|                                                      | 35 TDI (1)                | 35 TDI (1)                | 40 TDI (2)                | 40 TDI (2)                | 45 TDI                    | 45 TDI                    | 50 TDI                    | 50 TDI                    | 55 TDI (3)                              | 55 TDI (3)                              | S6 TDI                                  | S6 TDI                                  |
| ---------------------------------------------------- | ------------------------- | ------------------------- | ------------------------- | ------------------------- | ------------------------- | ------------------------- | ------------------------- | ------------------------- | --------------------------------------- | --------------------------------------- | --------------------------------------- | --------------------------------------- |
| Bauzeitraum                                          | 05/2023–11/2023           | 11/2023–03/2025           | 05/2023–11/2023           | 11/2023–03/2025           | 05/2023–11/2023           | 11/2023–03/2025           | 05/2023–11/2023           | 11/2023–03/2025           | 05/2023–11/2023                         | 11/2023–03/2025                         | 05/2023–11/2023                         | 11/2023–03/2025                         |
| Motorkennbuchstabe                                   |                           |                           |                           |                           |                           |                           |                           |                           |                                         |                                         |                                         |                                         |
| Motorbaureihe                                        | VW EA288evo               | VW EA288evo               | VW EA288evo               | VW EA288evo               | VW EA897evo3              | VW EA897evo3              | VW EA897evo3              | VW EA897evo3              | VW EA897evo3                            | VW EA897evo3                            | VW EA897evo3                            | VW EA897evo3                            |
| Motorart                                             | Dieselmotor               | Dieselmotor               | Dieselmotor               | Dieselmotor               | Dieselmotor               | Dieselmotor               | Dieselmotor               | Dieselmotor               | Dieselmotor                             | Dieselmotor                             | Dieselmotor                             | Dieselmotor                             |
| Motorbauart                                          | Reihenbauart              | Reihenbauart              | Reihenbauart              | Reihenbauart              | V-Bauart                  | V-Bauart                  | V-Bauart                  | V-Bauart                  | V-Bauart                                | V-Bauart                                | V-Bauart                                | V-Bauart                                |
| Motoraufladung                                       | Turbolader                | Turbolader                | Turbolader                | Turbolader                | Turbolader                | Turbolader                | Turbolader                | Turbolader                | VTG-Turbolader, elektrischer Verdichter | VTG-Turbolader, elektrischer Verdichter | VTG-Turbolader, elektrischer Verdichter | VTG-Turbolader, elektrischer Verdichter |
| Bordnetz                                             | 12 Volt MHEV              | 12 Volt MHEV              | 12 Volt MHEV              | 12 Volt MHEV              | 48 Volt MHEV              | 48 Volt MHEV              | 48 Volt MHEV              | 48 Volt MHEV              | 48 Volt MHEV                            | 48 Volt MHEV                            | 48 Volt MHEV                            | 48 Volt MHEV                            |
| Gemischaufbereitung                                  | Common-Rail-Einspritzung  | Common-Rail-Einspritzung  | Common-Rail-Einspritzung  | Common-Rail-Einspritzung  | Common-Rail-Einspritzung  | Common-Rail-Einspritzung  | Common-Rail-Einspritzung  | Common-Rail-Einspritzung  | Common-Rail-Einspritzung                | Common-Rail-Einspritzung                | Common-Rail-Einspritzung                | Common-Rail-Einspritzung                |
| Zylinder/Ventile                                     | 4/16                      | 4/16                      | 4/16                      | 4/16                      | 6/24                      | 6/24                      | 6/24                      | 6/24                      | 6/24                                    | 6/24                                    | 6/24                                    | 6/24                                    |
| Hubraum                                              | 1968 cm³                  | 1968 cm³                  | 1968 cm³                  | 1968 cm³                  | 2967 cm³                  | 2967 cm³                  | 2967 cm³                  | 2967 cm³                  | 2967 cm³                                | 2967 cm³                                | 2967 cm³                                | 2967 cm³                                |
| max. Leistung bei min−1                              | 120 kW (163 PS)/3250–4400 | 120 kW (163 PS)/3250–4400 | 150 kW (204 PS)/3800–4200 | 150 kW (204 PS)/3800–4200 | 180 kW (245 PS)/3500–4750 | 180 kW (245 PS)/3500–4750 | 210 kW (286 PS)/3500–4000 | 210 kW (286 PS)/3500–4000 | 253 kW (344 PS)/3850–4000               | 253 kW (344 PS)/3850–4000               | 253 kW (344 PS)/3850–4000               | 253 kW (344 PS)/3850–4000               |
| max. Drehmoment bei min−1                            | 370 Nm/1750–3000          | 370 Nm/1750–3000          | 400 Nm/1750–3250          | 400 Nm/1750–3250          | 500 Nm/1500–3250          | 500 Nm/1500–3250          | 620 Nm/1750–3000          | 620 Nm/1750–3000          | 700 Nm/1750–3250                        | 700 Nm/1750–3250                        | 700 Nm/1750–3250                        | 700 Nm/1750–3250                        |
| Antriebsart, Serie                                   | Vorderradantrieb          | Vorderradantrieb          | Vorderradantrieb          | Vorderradantrieb          | Allradantrieb             | Allradantrieb             | Allradantrieb             | Allradantrieb             | Allradantrieb                           | Allradantrieb                           | Allradantrieb                           | Allradantrieb                           |
| Antriebsart, Option                                  | –                         | –                         | Allradantrieb             | Allradantrieb             | –                         | –                         | –                         | –                         | –                                       | –                                       | –                                       | –                                       |
| Getriebe, Serie                                      | 7-Gang-S-tronic           | 7-Gang-S-tronic           | 7-Gang-S-tronic           | 7-Gang-S-tronic           | 7-Gang-S-tronic           | 7-Gang-S-tronic           | 8-Stufen-tiptronic        | 8-Stufen-tiptronic        | 8-Stufen-tiptronic                      | 8-Stufen-tiptronic                      | 8-Stufen-tiptronic                      | 8-Stufen-tiptronic                      |
| Leergewicht                                          | 1715–1780 kg              | 1715–1780 kg              | 1715–1845 kg              | 1715–1845 kg              | 1910–1965 kg              | 1910–1965 kg              | 1910–1965 kg              | 1910–1965 kg              | 2085 kg                                 | 2085 kg                                 | 2030–2095 kg                            | 2030–2095 kg                            |
| max. Zuladung                                        | 540–550 kg                | 540–550 kg                | 540–580 kg                | 540–580 kg                | 600–615 kg                | 600–615 kg                | 600–615 kg                | 600–615 kg                | 560 kg                                  | 560 kg                                  | 560 kg                                  | 560 kg                                  |
| max. Anhängelast                                     | 2000 kg                   | 2000 kg                   | 2000 kg                   | 2000 kg                   | 2000 kg                   | 2000 kg                   | 2000 kg                   | 2000 kg                   | 2100 kg                                 | 2100 kg                                 | 2100 kg                                 | 2100 kg                                 |
| Beschleunigung, 0–100 km/h                           | 9,2–9,4 s                 | 9,2–9,4 s                 | 7,4–8,1 s                 | 7,4–8,1 s                 | 6,2–6,6 s                 | 6,2–6,4 s                 | 5,4–5,6 s                 | 5,4–5,6 s                 | 5,0–5,1 s                               | 5,2 s                                   | 5,0–5,1 s                               | 5,0–5,1 s                               |
| Höchstgeschwindigkeit                                | 219–224 km/h              | 219–224 km/h              | 241–246 km/h              | 241–246 km/h              | 250 km/h                  | 250 km/h                  | 250 km/h                  | 250 km/h                  | 250 km/h                                | 250 km/h                                | 250 km/h                                | 250 km/h                                |
| Kraftstoffverbrauch nach WLTP auf 100 km, kombiniert | 5,2–6,1 l Diesel          | 5,1–6,1 l Diesel          | 5,2–6,4 l Diesel          | 5,2–6,4 l Diesel          | 6,1–7,1 l Diesel          | 6,2–7,1 l Diesel          | 6,3–7,1 l Diesel          | 6,3–7,1 l Diesel          | 7,0–7,4 l Diesel                        | 6,9–7,5 l Diesel                        | 7,0–7,4 l Diesel                        | 6,9–7,4 l Diesel                        |
| CO2-Emission nach WLTP, kombiniert                   | 137–160 g/km              | 133–160 g/km              | 135–169 g/km              | 135–167 g/km              | 161–186 g/km              | 161–186 g/km              | 165–187 g/km              | 166–187 g/km              | 183–195 g/km                            | 181–196 g/km                            | 183–195 g/km                            | 182–195 g/km                            |
| Abgasnachbehandlung, PM                              | Dieselpartikelfilter      | Dieselpartikelfilter      | Dieselpartikelfilter      | Dieselpartikelfilter      | Dieselpartikelfilter      | Dieselpartikelfilter      | Dieselpartikelfilter      | Dieselpartikelfilter      | Dieselpartikelfilter                    | Dieselpartikelfilter                    | Dieselpartikelfilter                    | Dieselpartikelfilter                    |
| Abgasnachbehandlung, NOX                             | SCR-Katalysator           | SCR-Katalysator           | SCR-Katalysator           | SCR-Katalysator           | SCR-Katalysator           | SCR-Katalysator           | SCR-Katalysator           | SCR-Katalysator           | SCR-Katalysator                         | SCR-Katalysator                         | SCR-Katalysator                         | SCR-Katalysator                         |
| Abgasnorm nach EU-Klassifikation                     | Euro 6d-ISC-FCM           | Euro 6e                   | Euro 6d-ISC-FCM           | Euro 6e                   | Euro 6d-ISC-FCM           | Euro 6e                   | Euro 6d-ISC-FCM           | Euro 6e                   | Euro 6d-ISC-FCM                         | Euro 6e                                 | Euro 6d-ISC-FCM                         | Euro 6e                                 |